# برایت دراپ
برایت دراپ (به انگلیسی: BrightDrop) یک شرکت قطعات خودروی آمریکایی است، که در سال ۲۰۲۱ توسط شرکت خودروسازی جنرال موتورز تأسیس شد.